# Stillingia trapezoidea
Stillingia trapezoidea är en törelväxtart som beskrevs av Ernst Heinrich Georg Ule. Stillingia trapezoidea ingår i släktet Stillingia och familjen törelväxter. Inga underarter finns listade i Catalogue of Life.